# Lucidina biplagiata
Lucidina biplagiata là một loài bọ cánh cứng trong họ Đom đóm (Lampyridae). Loài này được Motschulsky miêu tả khoa học năm 1866.